# Demokratiska integrationsunionen

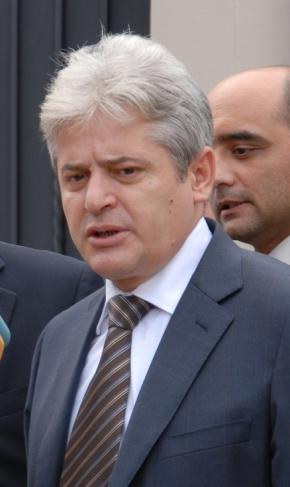
Ali Ahmeti, DUI:s ledare

Demokratiska integrationsunionen (DUI), (albanska: Bashkimi Demokratik për Integrim (BDI)) är det största politiska partiet bland etniska albaner i Nordmakedonien, bildat i juni 2002 av sympatisörer till den nyligen avväpnade och upplösta gerillagruppen Den Nationella Befrielsearmén UÇK.
I valet den 15 september 2002 fick BDI 11,9 % (70 % av de albanska rösterna[källa behövs]) och 16 av 120 mandat i parlamentet. Efter valet bildade partiet regering med Tillsammans för Makedonien.
I parlamentsvalet den 5 juli 2006 ingick partiet i DUI-PPD-koalitionen. BDI, med 14 mandat, blev åter det största albanska partiet men bjöds inte in till regeringsförhandlingarna. Partiet organiserade demonstrationer mot detta och bojkottade allt parlamentsarbete i fyra månader, utan resultat.